# Erigone fasciata
Erigone fasciata là một loài nhện trong họ Linyphiidae.
Loài này thuộc chi Erigone. Erigone fasciata được Tord Tamerlan Teodor Thorell miêu tả năm 1898.